# Башня Алмас
Башня Алмас (рус. Алмазная башня, араб. برج الماس‎) — 360-метровый небоскрёб в городе Дубай, Объединённые Арабские Эмираты. Сооружение здания началось в начале 2005 года, завершилось в начале 2009 года. Здание имеет 74 этажа, 70 из которых используются в коммерческих целях, а 4 являются техническими этажами. По состоянию на 2015 год Башня является 5-м по высоте зданием в городе, 26-м по высоте в Азии и 34-м по высоте в мире.
Здание расположено на искусственном острове в середине кластера у озера Эмирайх и является самым высоким зданием кластера. Спроектирована башня архитектурной компанией Atkins Middle East, застройщиком выступила японская фирма Taisei Corporation совместно с ACC (Arabian Construction Co.). Управляет проектом компания Nakheel Properties с 16 июля 2005.

## Назначение
В здании располагается биржа драгоценных камней (Dubai Diamond Exchange) и офисы компаний, занимающихся продажей и обработкой алмазов, драгоценных камней и жемчуга.
Также в здании располагается Клуб драгоценных камней Дубая (Dubai Gems Club), Биржа жемчуга в Дубае (Dubai Pearl Exchange), офис Кимберлийского процесса, комнаты для переговоров, офисы компаний, занимающихся охраняемой перевозкой драгоценных камней.

## Награды
Небоскреб “Алмазная башня” занял восьмое место в престижном конкурсе Emporis Skyscraper Award 2010 г.